# タンガニーカ笑い病
タンガニーカ笑い病（タンガニーカわらいびょう、英語:Tanganyika laughter epidemic）は、1962年にタンガニーカ（現タンザニア）のウガンダ国境に近いヴィクトリア湖西岸のカシャシャ村で発生したとされる集団ヒステリー（集団心因性疾患）事件。

## 経過
「笑い病」は1962年1月31日、カシャシャにあるミッション系女学校から発生した。3人の女子生徒から始まり、最終的には生徒159人のうち95人（12歳から18歳）にまで「感染」した。症状は数時間で収まる者もいれば、16日間続いた者もいた。教員は感染しなかったが、生徒たちは笑い病のせいで授業に集中できなくなったとされている。3月18日、この学校は閉鎖された。
笑い病は、生徒の中の数人が住んでいたンシャンバ村にも広まった。4月から5月にかけて、村人217人（ほとんどは若年者）が笑いを止められなくなった。カシャシャの学校は5月21日に再開されたが、6月末に再閉鎖された。6月前半には、笑い病はブコバ近くのラマシェニェ女子中学校にも伝染し、女子生徒48人が「感染」した。
カシャシャの学校は、生徒やその親が近隣地域に笑い病を伝染させるのを許したという理由で告訴された。カシャシャだけでなく、近隣の学校や村も笑い病の影響を受けた。笑い病の症状は、感染拡大が始まってから18か月で消え去った。「患者」には笑いとともに、痛み、失神、呼吸困難、発疹、流涙といった症状が出たとされている 。累計で14校が閉鎖措置を取り、1000人の感染者が出た。

## 原因
言語学者のクリスチャン・F・ヘンペルマンは、「笑い病」の原因は心理的ストレスにあったとしている。彼の理論によれば、1962年当時、タンガニーカは独立から間もなく、生徒たちは教員や親からの多大な期待を背負っていた。ヘンぺルマンによれば、集団心因性疾患（MPI）はたいていささいなきっかけから起こるものであるとし、「MPIは下層階級の人々に残された最後の頼みの綱である。彼らにとっては、これこそ何かがおかしいということを表明する手軽な手段なのである。」と述べている。
社会学者のロバート・バーソロミューと精神病学者のサイモン・ウェセリーは、地域文化特有のヒステリー伝染であろうという仮説を提唱している。この仮説によれば、1960年代のアフリカには、数多くのミッション・スクールが建てられていた。一方でタンガニーカの社会は厳格な伝統的長老が差配していた。そのため、タンガニーカの生徒たちは家庭における「伝統的保守主義」と、そうした伝統を崩そうとするような学校で学ぶ新しい思想の衝突による不協和音に晒されており、これが「転換反応」を引き起こしたのだという。